# Janjucetus hunderi
Il janjuceto (Janjucetus hunderi) è un cetaceo estinto, considerato un antenato delle balene. Visse nell'Oligocene superiore (circa 25 milioni di anni fa) e i suoi resti sono stati ritrovati in Australia.

## Descrizione
Lungo circa 3,5 metri, questo animale era notevolmente diverso dalle balene attuali, soprattutto perché la testa era armata di numerosi e forti denti acuminati, anziché essere dotata dei fanoni caratteristici delle forme odierne. La taglia era simile a quella di un tursiope (Tursiops truncatus), ed era quindi molto più piccolo di qualunque balena attuale.
Il cranio era largo alla base e di forma pressoché triangolare, ed era dotato di un muso piuttosto corto. Gli incisivi e i canini formavano una sorta di rosetta terminale costituita da denti acuminati adatti a pugnalare, mentre i premolari e i molari erano a forma di lama seghettata. Le orbite erano eccezionalmente grandi, e la morfologia del cranio indica che questo animale non era in grado di effettuare l'ecolocazione come invece avviene per i delfini.

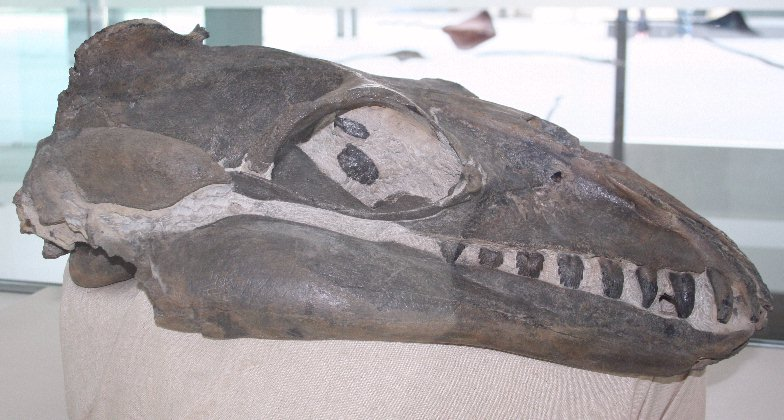
Cranio di Janjucetus

## Classificazione
Descritto per la prima volta nel 2006, questo animale è considerato il primo e più primitivo esempio di cetaceo misticeto (ovvero un antenato delle balene). Nonostante non fossero presenti i classici fanoni (ma solo grandi denti appuntiti), il cranio del janjuceto possiede alcune caratteristiche derivate (sinapomorfie) tipiche delle balene, come la sutura tra le ossa del rostro e quelle della scatola cranica. Janjucetus è stato classificato in una famiglia a parte (Janjucetidae), ma si pensa che fosse strettamente imparentato con un altro misticeto primitivo, Mammalodon colliveri, anch'esso rinvenuto in Australia in strati un po' più recenti e probabilmente anch'esso discendente del ben più noto Basilosaurus.

## La scoperta
L'unico resto fossile noto di questo animale è stato ritrovato alla fine degli anni '90 da un giovane surfista, Staumn Hunder, nei pressi della città di Jan Juc. I fossili furono rimossi e trasportati alla Monash University, e lì rimasero in attesa di essere studiati fino al 2003, quando Erich Fitzgerald iniziò una lunga ricerca che si concluse nel 2006 con la descrizione dell'animale. I resti fossili, che includono un cranio quasi completo, mandibole, vertebre, costole, scapole e un radio, sono ospitati nella collezione paleontologica del museo di Victoria a Melbourne, e rappresentano il più completo cetaceo fossile australiano del Paleogene.